# Estació de Tricot
L'estació de Tricot és una estació ferroviària situada al municipi francès de Tricot (al departament de l'Oise).
És servida pels trens del TER Picardie.
| Provinença | Estació anterior | Línia        | Estació següent | Destinació |
| ---------- | ---------------- | ------------ | --------------- | ---------- |
| Amiens     | Montdidier       | TER Picardie | Wacquemoulin    | Compiègne  |